# ليه بارتلي
ليه بارتلي هو مدرب رياضي كندي، ولد في 1954 في تورونتو في كندا، وتوفي في 15 مايو 2005 بسبب سرطان القولون.